# 김동환 (아나운서)
김동환(金東煥, 1961년 8월 10일 ~ )은 대한민국 KBS부산방송총국의 아나운서이다.

## 전공
- 스페인어학과 전공

## 경력
- 1987년 ~ : KBS 부산방송총국 15기 공채 아나운서

## 방송진행
- KBS 뉴스 9 부산
- 아침마당 부산